# Área de conservación privada Pucunucho
El Área de conservación privada Pucunucho (o ACP Pucunucho) se encuentra en la amazonía norte del Perú ubicada en el sector de Huayabamba en el distrito de Juanjuí dentro de la provincia de Mariscal Cáceres, en el departamento de San Martín. El área fue creada con el objetivo de conservar la cobertura boscosa, hábitat del mono tocón (Callicebus oenanthe), así como de contribuir con la recuperación de la biodiversidad y los servicios ambientales asociados al área.
Fue declarada área de conservación privada a perpetuidad el 15 de febrero de 2013 a través de la R.M. n.° 040-2013-MINAM.